# Линдеквист, Оскар фон
Оскар Фромхолд Фридрих Улоф фон Линдеквист (нем. Oskar von Lindequist; 10 декабря 1838, Юлих — 16 апреля 1915, Потсдам) — прусский военачальник, генерал-полковник в ранге генерал-фельдмаршала (1906).

## Биография
Представитель померанской дворянской семьи Линдеквистов. Сын прусского подполковника Карла фон Линдеквиста (1795—1874). Его племянником был немецкий дипломат и государственный деятель Фридрих Линдеквист.
Военную карьеру в прусской армии начал в 1857 году лейтенантом, в 1868 году в чине капитана служил в генштабе. В 1872 году переведен на службу адъютантом кайзера Вильгельма I, с 1879 года командовал Королевской гвардией, в 1881 году стал полковником. С 1882 по 1883 год был командиром 1-го гвардейского пехотного полка в Потсдаме.
В 1887 году стал генерал-майором, командиром 1-й гвардейской пехотной бригады в Потсдаме, в 1890 году — генерал-лейтенант, командир 21-й дивизии во Франкфурте-на-Майне. В 1890 году Линдеквист стал генерал-адъютантом императора Германии Вильгельма II. В 1890—1895 гг. командовал 26-й дивизией в Штутгарте.
С 1895 года — генерал от инфантерии, командир 13-го (Вюртембергского) армейского корпуса. С 1904 по 1907 год — генеральным инспектор III Армейской инспекции в Ганновере, в 1906 году был произведен в генерал-полковника .
Член Прусской Палаты господ.

## Награды
Королевства Пруссия:
- Орден Красного орла 4-го класса с мечами (20 сентября 1866)[1]
- Железный крест 2-го класса на чёрной ленте с белыми полосками[2]
- Королевский орден Дома Гогенцоллернов рыцарский крест (22 марта 1874)[3]
- Орден Красного орла 3-го класса с бантом и мечами на кольце (22 марта 1878)[4]
- Орден Короны 2-го класса (5 декабря 1878)[5]
- Орден Красного орла 2-го класса с дубовыми листьями и мечами на кольце (1888); звезда с дубовыми листьями и мечами на кольце к ордену (7 января 1891)[6]
- Королевский орден Дома Гогенцоллернов командорский крест со звездой (14 сентября 1893)[7]
- Княжеский орден Дома Гогенцоллернов почётный крест 1-го класса[8]
- Орден Короны 1-го класса[8]
- Орден Красного орла 1-го класса с дубовыми листьями и мечами на кольце[8]
- Орден Красного орла большой крест с дубовыми листьями, короной и мечами на кольце[9]
- Орден Чёрного орла (1 января 1902); цепь к ордену (17 января 1902)[10]
- Крест за выслугу лет[нем.] (за 25 лет)[11]

Германских государств:
- Орден Фридриха большой крест (королевство Вюртемберг)
- Орден Вюртембергской короны командорский крест со звездой (королевство Вюртемберг)
- Орден Вюртембергской короны большой крест (королевство Вюртемберг)[12]
- Династический орден Альбрехта Медведя командорский крест 2-го класса (герцогство Ангальт)
- Орден Церингенского льва командорский крест 2-го класса с дубовыми листьями и мечами (великое герцогство Баден)
- Орден Филиппа Великодушного командорский крест 1-го класса с мечами (великое герцогство Гессен)
- Орден Вендской короны большой командорский крест (великие герцогства Мекленбург-Шверин и Мекленбург-Стрелиц)
- Крест «За военные заслуги» (Мекленбург-Шверин)[нем.] 2-го класса (великое герцогство Мекленбург-Шверин)
- Орден Альбрехта командорский крест 1-го класса (королевство Саксония)
- Орден Белого сокола командорский крест (великое герцогство Саксонское)
- Орден Саксен-Эрнестинского дома командорский крест 2-го класса

Австрийской империи:
- Австрийский Императорский орден Леопольда командорский крест
- Орден Железной короны командорский крест
- Императорский австрийский орден Франца Иосифа большой офицерский крест

Российской империи:
- Орден Святого Станислава 1 степени
- Орден Святой Анны 2 степени с бриллиантами
- Орден Святого Владимира 4-й степени с мечами
- Орден Святого Владимира 3-й степени

Прочих государств:
- Орден Даннеброг командорский крест 1-го класса (королевство Дания)
- Орден Святых Маврикия и Лазаря большой офицерский крест (королевство Италия)
- Орден Короны Италии командорский крест (королевство Италия)
- Орден Христа большой крест (королевство Португалия)
- Орден Короны Румынии большой офицерский крест (королевство Румыния)
- Орден Меча командорский крест 1-го класса (королевство Швеция)
- Орден Таковского креста большой офицерский крест (королевство Сербия)
- Золотая медаль Лиакат (Османская империя)
- Орден Славы большой офицерский крест (Тунис)